# Thierry Dancourt
Pour les articles homonymes, voir Dancourt.
Thierry Dancourt, né en 1962 à Montmorency (Val-d'Oise) dans le Val-d'Oise, est un écrivain français.

## Œuvres
- Hôtel de Lausanne, Paris, La Table Ronde, 2008, 174 p.  (ISBN 978-2-7103-3067-7)[1],[2]

- Prix du premier roman 2008
- Prix Roland de Jouvenel 2009
- Jardin d’hiver, Paris, La Table Ronde, 2010, 168 p.  (ISBN 978-2-7103-6733-8)[3]
- Les Ombres de Marge Finaly, Paris, La Table Ronde, coll. « Vermillon », 2012, 218 p.  (ISBN 978-2-7103-6957-8)
- Jeux de dame, Paris, La Table Ronde, coll. « Vermillon », 2017, 208 p.  (ISBN 978-2-7103-8417-5)